# お早ようひがのぼるです
お早ようひがのぼるです（おはようひがのぼるです）は、かつてニッポン放送の平日朝の時間帯で放送されていたラジオ番組。パーソナリティは当時ニッポン放送のアナウンサーひがのぼる。放送期間は1984年4月9日から1986年4月4日まで。

## 放送時間
- 毎週月曜日 - 金曜日　5:00 - 7:00

## 出演者
- パーソナリティ:ひがのぼる

## 概要
1977年10月3日にスタートしたニッポン放送の平日夕方のワイド番組『夕空晴れて!ひがのぼるです』が1984年4月6日で終了し、それに続くひがのぼる（本名は比嘉憲雄）がパーソナリティを務める朝の新番組として、同じくニッポン放送のアナウンサー斉藤安弘が担当していた『お早ようアンコー何かいいことありそうな』に代わり、新たに始まった2時間のワイド番組である。

## 内包番組
（）

### 1984年4月 -
5時00分 - 6時00分
- ニュース
- 早起きたっぷり歌謡曲〔月 - 木〕
- 早起きたっぷり寄席〔金〕
- ひがのぼるの旅に出ようよ

6時00分 - 7時00分
- ニュース・天気予報
- ひがのぼるの晴れのち晴れ
- 心の灯
- お早よう天気予報
- ご町内ネットワーク
- ニューモラルツーユー今日もありがとう
- ひがのぼるのいい朝とびだせヒットメロディー

### 1984年10月 -
5時00分 - 6時00分
- ニュース
- 早起きたっぷり歌謡曲〔月 - 木〕
- 早起きたっぷり寄席〔金〕

6時00分 - 7時00分
- ニュース・天気予報
- ひがのぼるの晴れのち晴れ
- 心の灯
- お早よう天気予報
- ご町内ネットワーク
- ニューモラルツーユー今日もありがとう
- 聞き得コーナー
- ひがのぼるのいい朝とびだせヒットメロディー

### 1985年4月 -
5時00分 - 6時00分
- ニュース
- 早起きたっぷり歌謡曲〔月 - 木〕
- 早起きたっぷり寄席〔金〕

6時00分 - 7時00分
- ニュース・天気予報
- ひがのぼるの晴れのち晴れ
- 心の灯
- 天気予報
- ひがのぼるの朝だNEWSだ歌謡曲
- 聞き得コーナー
- ひがのぼるのいい朝とびだせヒットメロディー